# Museu de Arte de Macau
O Museu de Arte de Macau (em chinês:  澳門藝術博物館) é um museu de arte situado na Freguesia da Sé, na Região Administrativa Especial de Macau da República Popular da China. Foi fundado a 19 de março de 1999 e ocupa uma área total de cerca de 10 192 metros quadrados. O seu atual diretor é Chan Kai Chon.